# Atanyjoppa funebris
Atanyjoppa funebris là một loài tò vò trong họ Ichneumonidae.